# キュイーン
『キュイーン』は、1996年にメディアエンターテイメントが開発・発売したPlayStation用シューティングゲーム。
2000年に廉価版が発売され、メディアエンターテイメント解散後である2010年1月13日にはハムスターよりゲームアーカイブスが配信された。

## 概要
ひろ君（声 - 永島由子）、あいちゃん（声 - 小野綾子）の幼い兄妹パイロットが掃除機に乗って進む、横スクロールシューティングゲーム。ひろ君の乗る掃除機には「あかねちゃん」、あいちゃんの乗る掃除機には「しろーくん」という名前が付いている。２人同時プレーの時に妹のあいちゃんが活躍する。
悪い魔法使いに支配されたグリム童話の絵本の世界が舞台。『かえるの王さま』『マリアの子ども』『赤ずきん』『白雪姫』『忠義者のヨハネス』『ブレーメンの音楽隊』が基になっている。
自機が掃除機であることから、掃除機の先端を敵や弾に合わせると、タイトルのごとく「吸引」してくれるというシステムが特徴。吸引していくことでゲージがたまり、クリア砲（他作品でいうところのボム）を撃てるようになる。しかし、一度でも敵の撃つ弾などに当たってしまうとノズル部分が壊れて敵を吸い込めなくなってしまう。クリア砲は緑、赤、青と3種類に分かれており、一度使うとエネルギーゲージが空になる。
難易度は「かんたん」「がんばる」の2段階で設定が可能。子供向けと思える見た目だが、ゲーム性は本格的で、コンティニューありきの難易度となっている。

## アイテム
バルカン
3方向に広がる範囲の敵を攻撃できるが威力は弱い。
レーザー
貫通力のあるレーザーを放つ。連射はできない。
ホーミング
敵を追跡する攻撃弾。狙った敵に当たらないときもある。
ラピッド
通常の弾だがハイスピードで連射する。
救急箱
敵からの攻撃を受けてノズルが壊れた時に修復する。再度、敵や弾を吸収できるようになる。

## 評価
ゲーム誌『勝ゲーム少年』では、3人のレビュアーが5・7・6点を付けた。ひとりのレビュアーは「横STGの入門用ソフトという感じのゲーム」としながらも、別のレビュアーは「お子様ゲーなのか？と思いきや、内容はかなりハードなシューティング」としている。